# Monte Burgoa
El monte Burgoa es una montaña de 452 metros de altitud perteneciente a los montes vascos. Se ubica entre las localidades vizcaínas de Bermeo y Baquio, cercano a la Reserva de la Biosfera de Urdaibai.
Cuenta, desde el centro urbano, con una ruta de senderismo que llega pasando por las afueras del pueblo hasta entrar en la zona del camino de montaña, con una pequeña rampa que sirve de antesala a la cima del monte. En el punto más alto, hay instalado un buzón por la agrupación municipal de montañismo de Bermeo, donde dejar una tarjeta de visita, como reconocimiento a haber llegado hasta allí.